# Constanze Rossmann
Constanze Rossmann (* 17. August 1974 in München) ist eine deutsche Kommunikationswissenschaftlerin und Hochschullehrerin.

## Leben
Rossmann, Tochter eines Arztes und einer Mainburger Stadträtin, studierte ab 1993 an der Neuen Jazzschool München Saxophon und schloss 1995 mit dem Diplom ab. Anschließend nahm sie ein Magisterstudium der Kommunikationswissenschaft, Psycholinguistik und Psychologie an der Ludwig-Maximilians-Universität München auf. Ihren Magistergrad erhielt sie mit der Arbeit Die heile Welt des Fernsehens. Eine Studie zur Kultivierung durch Krankenhausserien. 2001 wurde sie wissenschaftliche Mitarbeiterin bei Hans-Bernd Brosius, der auch ihre 2007 an der Universität München erfolgte Promotion betreute. Sie legte dazu die Dissertation Fiktion Wirklichkeit. Ein Modell der Informationsverarbeitung im Kultivierungsprozess vor.
Rossmann blieb bis zu ihrer Habilitation 2014 als Akademische Rätin auf Zeit an der Münchner Universität. Daneben war sie Mitarbeiterin am Münchner Zentrum für Gesundheitswissenschaften (MC Health), hatte 2008 einen Lehrauftrag an der Université de Fribourg, war 2009 Visiting Scholar an der Università della Svizzera italiana in Lugano und 2013/2014 Gastprofessorin an der Universität Zürich. 2009/2010 vertrat sie eine Professur für Kommunikationswissenschaft an der Hochschule für Musik, Theater und Medien Hannover und 2013 die Professur für Allgemeine Kommunikationsforschung an der Universität Mainz.
Rossmann folgte 2014 einem Ruf als Professorin für Kommunikationswissenschaft mit dem Schwerpunkt Soziale Kommunikation an die Philosophische Fakultät der Universität Erfurt. Ab 2017 war sie dort Prodekanin für Forschung. Im Herbst 2019 wurde sie als Prodekanin bestätigt. Außerdem gehörte sie neben Cornelia Betsch zu den Initiatoren des Masterstudienganges Gesundheitskommunikation an der Universität Erfurt. Außerdem war sie von 2019 bis 2021 Vizepräsidentin des Erfurt Laboratory for Empirical Research. Seit Oktober 2021 ist sie Inhaberin des Lehrstuhls für Kommunikationswissenschaft am Institut für Kommunikationswissenschaft und Medienforschung der Universität München.
Ihr Forschungsschwerpunkt liegt im Bereich der Gesundheitskommunikation und Medienwirkung.
Im Februar 2024 berief Bundesgesundheitsminister Karl Lauterbach Rossmann zum Mitglied der Ständigen Impfkommission (STIKO).

## Publikationen (Auswahl)
- Die heile Welt des Fernsehens. Eine Studie zur Kultivierung durch Krankenhausserien, Fischer, München 2002, ISBN  	3-88927-302-5.
- Fiktion Wirklichkeit. Ein Modell der Informationsverarbeitung im Kultivierungsprozess, VS, Wiesbaden 2008, ISBN 978-3-531-15575-3.
- Theory of Reasoned Action. Theory and Planned Behavior, Nomos, Baden-Baden 2011, ISBN 978-3-8329-4249-6.
- Matthias Hastall (Hrsg.): Medien und Gesundheitskommunikation. Befunde, Entwicklungen, Herausforderungen, Nomos, Baden-Baden 2013, ISBN 978-3-832-97967-6.